# Barasinga bagienna
Barasinga bagienna (Rucervus duvaucelii) – gatunek ssaka z rodziny jeleniowatych, jeden z dwóch obecnie żyjących gatunków barasingi obok barasingi tykoczelnej (trzeci gatunek, barasinga tajska, wyginął). Zamieszkuje ograniczone tereny w Indiach i Nepalu, wytępiony w Pakistanie i Bangladeszu. Zasiedla bagniste tereny trawiaste, żywiąc się niską roślinnością, także wodną. Duży jeleniowaty. Posiada poroże dzielące się dychotomicznie, mogące posiadać 12 odnóg. Przez większość czasu żyje w niewielkich grupach, aczkolwiek obserwowano też nietrwałe stada do 250 zwierząt. Występuje poligyniczny system rozrodu, samiec beczy i tarza się, uwodząc samice. Po liczącej 240–250 dni ciąży łania rodzi jedno młode, które szybko się usamodzielnia. Barasingi bagienne padają ofiarą ludzi, tygrysów, rzadziej cyjonów rudych, młode także szakali złocistych. Zagraża im niszczenie siedlisk i kłusownictwo.

## Budowa

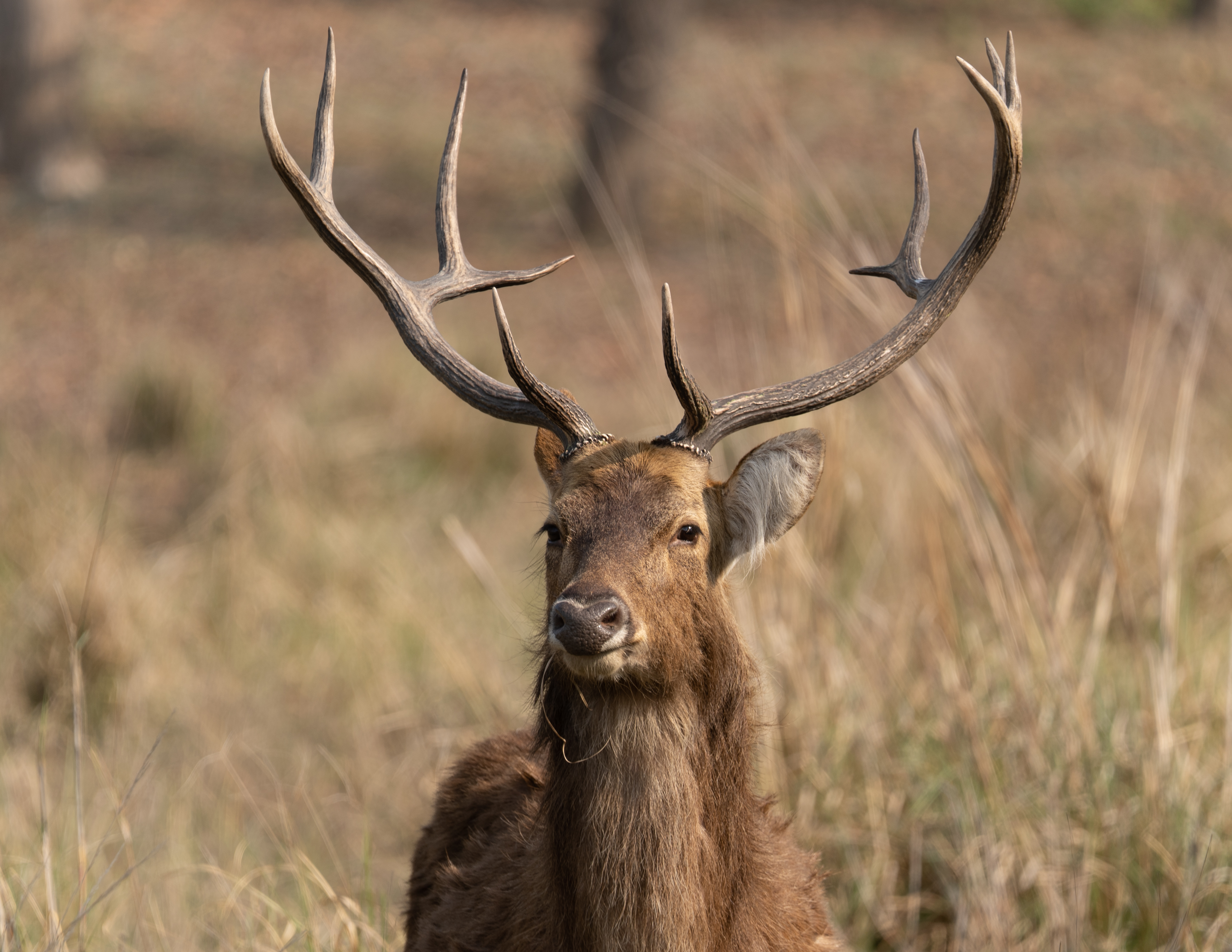
Samiec nosi dychotomicznie rozgałęziające się poroże

Barasinga bagienna jest dużym jeleniowatym. Długość głowy i tułowia mieści się w zakresie 180–190 cm, czemu towarzyszy ogon długi na między 14 a 19 cm. Wysokość w kłębie wynosi między 120 a 135 cm u samców, wyższych od samic, u tych ostatnich zaś około 115 cm. Dorosły samiec waży zwykle od 170 do 200 kg, aczkolwiek może to być aż 270 kg. Lżejsza od niego samica waży od 140 do 150 kg, co czyni samca 30% cięższym od płci przeciwnej. Wymiary te czynią barasingę bagienną największym bagiennym jeleniowatym Indii i Nepalu.
Ciało zwierzęcia porasta futro barwy złotobrązowej do czerwonobrązowej na grzbiecie z białawą stroną brzuszną w okresie letnim, z widoczną ciemnobrązową pręgą. Zimą ma kolor szarawobrązowy. Młode są nakrapiane (podobnie jak u wielu innych gatunków jeleniowatych, choć nie u wszystkich). Uszy ma duże i zaokrąglone. Poroże ma rozdzielające się dychotomicznie w górnej 1/3, przy czym każde z tak powstałych odgałęzień ponownie dzieli się dychotomicznie. W efekcie tych podziałów po każdej stronie poroże samca tworzy 5 do 6 końcowych odgałęzień. Od tego też pochodzi nazwa zwyczajowa barasinga używana choćby po polsku i angielsku, a także niemiecku. Słowo to w języku hindi oznacza dwunastozakończony. Długość poroża dorosłego zwierzęcia zawiera się zwykle w przedziale od 60 do 80 cm, u najdorodniejszych samców zaś aż do 104 cm. Wzrost zaczyna ono w wieku 7 miesięcy, jednak pierwsze poroże przybiera kształt prostych kolców. Zrzucane jest w tym samym czasie co u innych osobników, okres ten zależy od podgatunku. Podgatunek nominatywny zrzuca poroże w kwietniu, barasinga hinduska czyni to w maju i czerwcu, natomiast barasinga assamska w październiku. Szyję samca zdobi słabo wykształcona grzywa. Ciało wieńczy krótki ogon.

## Systematyka

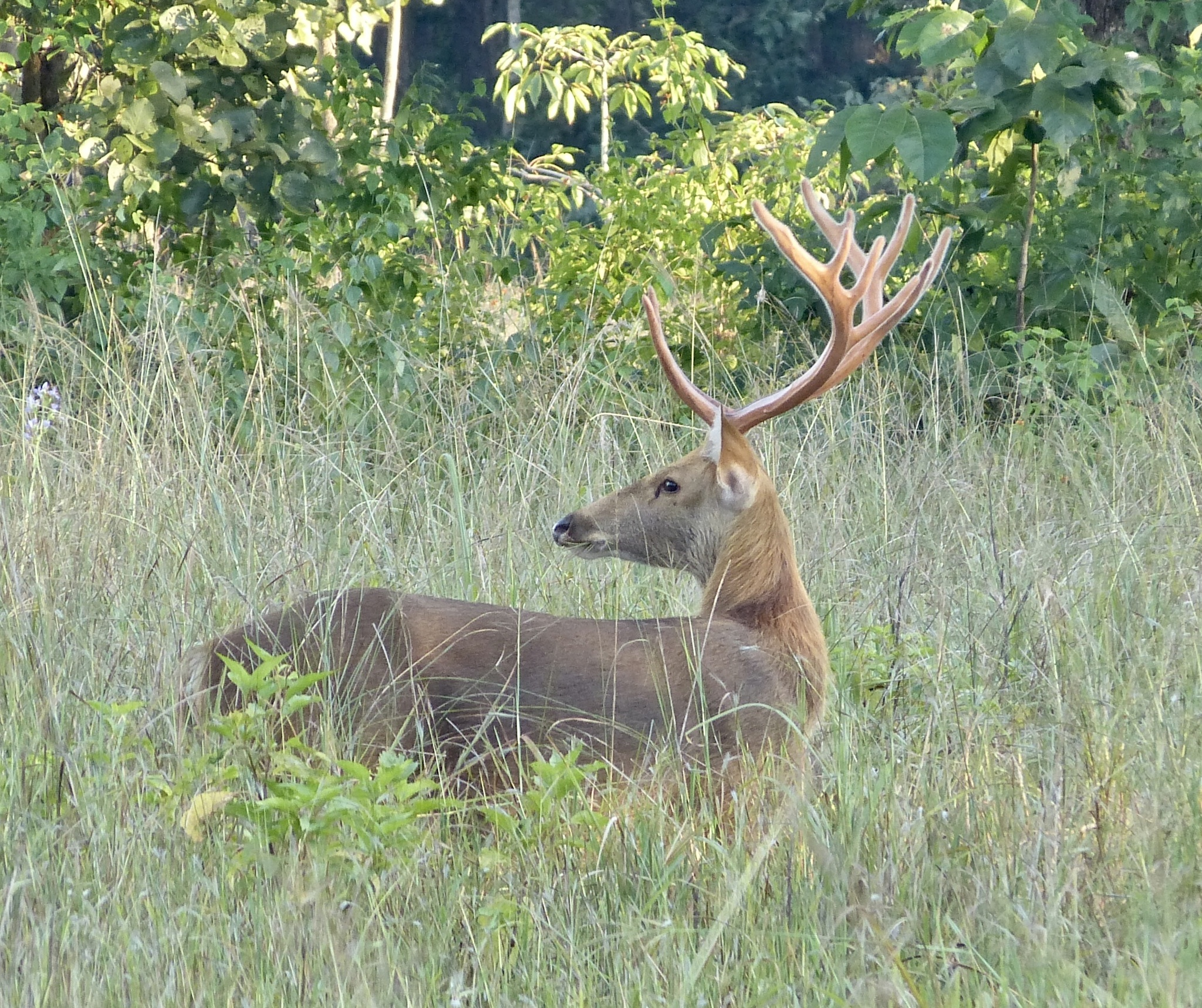
Barasinga hinduska, jeden z trzech podgatunków barasingi bagiennej

Barasinga bagienna opisana została przez Georges′a Cuviera w 1823. Autor zaliczył ją do rodzaju Cervus, czyli jeleń, nadając zwierzęciu nazwę binominalną Cervus duvaucelii. Epitet gatunkowy upamiętnia francuskiego przyrodnika A. Duvaucela w uznaniu jego badań Indii; niekiedy zapisywany jest nieprawidłowo z jednym i na końcu. Jako miejsce typowe podano północne Indie.
W polskiej literaturze zoologicznej gatunek Rucervus duvaucelii był oznaczany nazwą „barasinga”. W wydanej w 2015 przez Muzeum i Instytut Zoologii Polskiej Akademii Nauk publikacji Polskie nazewnictwo ssaków świata gatunkowi nadano nazwę „barasinga bagienna”, rezerwując nazwę „barasinga” dla rodzaju tych przeżuwaczy.
Gatunek jest blisko spokrewniony z wymarłą barasingą tajską. Do rodzaju barasinga, kreowanego przez Hodgsona w 1838, należy jeszcze również zaliczona pierwotnie do rodzaju jeleń barasinga tykoczelna. Niemniej między 1945 a 2005 gatunek często umieszczano w rodzaju jeleń.
Barasingę bagienną dzieli się na trzy podgatunki, mianowicie nominatywny, barasingę hinduską (Rucervus duvaucelii branderi) i assamską (Rucervus duvaucelii ranjinsinhi). Jednakże różnice genetyczne pomiędzy podgatunkami są niewielkie, a zróżnicowanie genetyczne w ich obrębie duże.

## Tryb życia

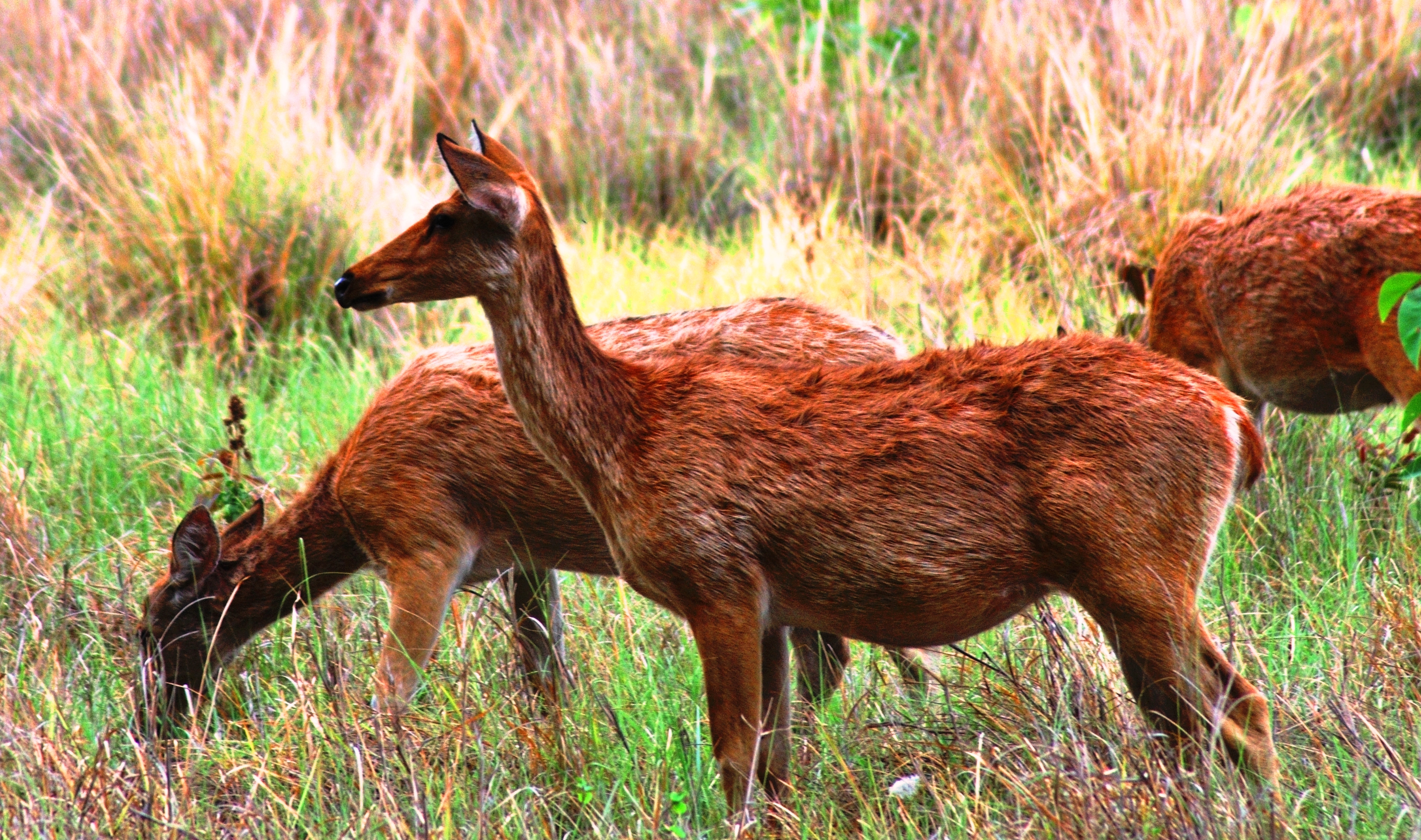
Samica, Park Narodowy Kanha

Aktywność barasingi bagiennej przypada na wczesny ranek, popołudnie i wczesny wieczór. Zwierzę to żyje w grupach jednopłciowych. Samce tworzą odrębne grupki, samice również żyją w niewielkich grupach rodzinnych. Osobniki odrębnych płci spotykają się w sezonie rozrodczym. Notowano agregacje aż do ćwierć tysiąca osobników. Średnia latem wynosi jednak 32 osobniki, 13 za monsunu i 7 zimą. Stado zajmuje od 10 do 30 km². Zwierzęta te zbierają się porą suchą, kiedy trudniej o pitną wodę, a wzrost roślin następuje po pożarach. Dziennie barasinga bagienna przebywa od 2 do 3 km.
Występuje poligyniczny system rozrodu. Samica może przystąpić do przedłużenia gatunku w wieku dwóch lat (bądź trzech). Samce dojrzałość płciową osiągają w wieku lat czterech i chcąc przystąpić do rozrodu, muszą trafić na pojedynczą ruję samicy. Sezon rozrodczy zależy od podgatunku. Podgatunek nominatywny rozmnaża się od października do stycznia. Barasinga hinduska czyni to od grudnia do lutego, barasinga assamska natomiast od kwietnia do sierpnia. Wtedy to samce zajmują tradycyjne swoje miejsca, co roku te same, gdzie tarzają się i beczą, robiąc w ten sposób wrażenie na samicach i ustalając hierarchię między sobą. Szczyt ich beczenia od wieczora z postępem sezonu rozrodczego przesuwa się ku porankowi. Zdobytych samic bronią przed konkurentami. Po kopulacji samica zachodzi w ciążę trwającą około 240–250 dni. Następnie łania wydaje na świat pojedyncze młode o masie ciała około 7 kg. Trzyma je w ukryciu od 10 do 15 dni, karmi zaś swym mlekiem przez 6 miesięcy. Na 100 łań przypada 20–45 młodych.
Całkowita długość życia barasingi bagiennej wynosi 21 lat. IUCN szacuje pokolenie na 8 lat.

## Rozmieszczenie geograficzne

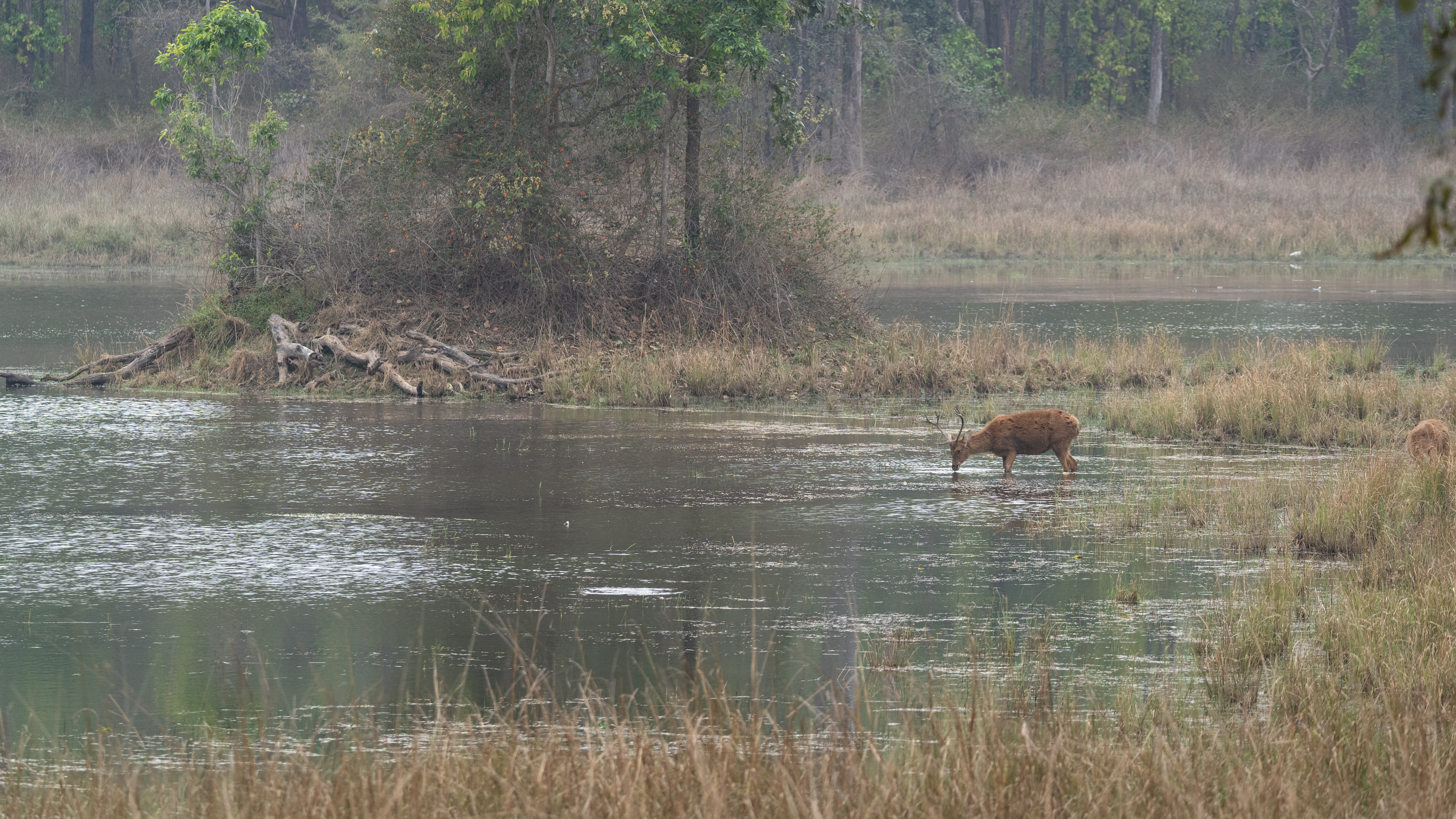
Samiec na bagnie w Parku Narodowym Kanha w Madhya Pradesh

Podgatunek nominatywny zamieszkuje północne Indie i południowy Nepal, jednak jego zasięg istotnie zmniejszył się w ostatnim wieku. Występuje on w Uttarakhand i Uttar Pradesh. Natomiast barasinga hinduska zamieszkuje środkowe Indie. Z kolei barasinga assamska żyje na północnym wschodzie tego samego kraju. Obecność gatunku w Bhutanie jest niepewna. Wyginął on w Bangladeszu i Pakistanie. Jeszcze na początku wieku XX zasiedlał szerokie obszary okalające od południa Himalaje, od południowego Nepalu przez Sundarbany w Bangladeszu do Assamu (podgatunek assamski), na południu osiągając wschodnio-centralne Indie do rzeki Godawari (podgatunek hinduski), na zachodzie sięgając Pakistanu i Indusu (w Pakistanie podgatunek nominatywny).
Tereny, gdzie żyje, leżą między 100 a 300 m nad poziomem morza.

## Ekologia

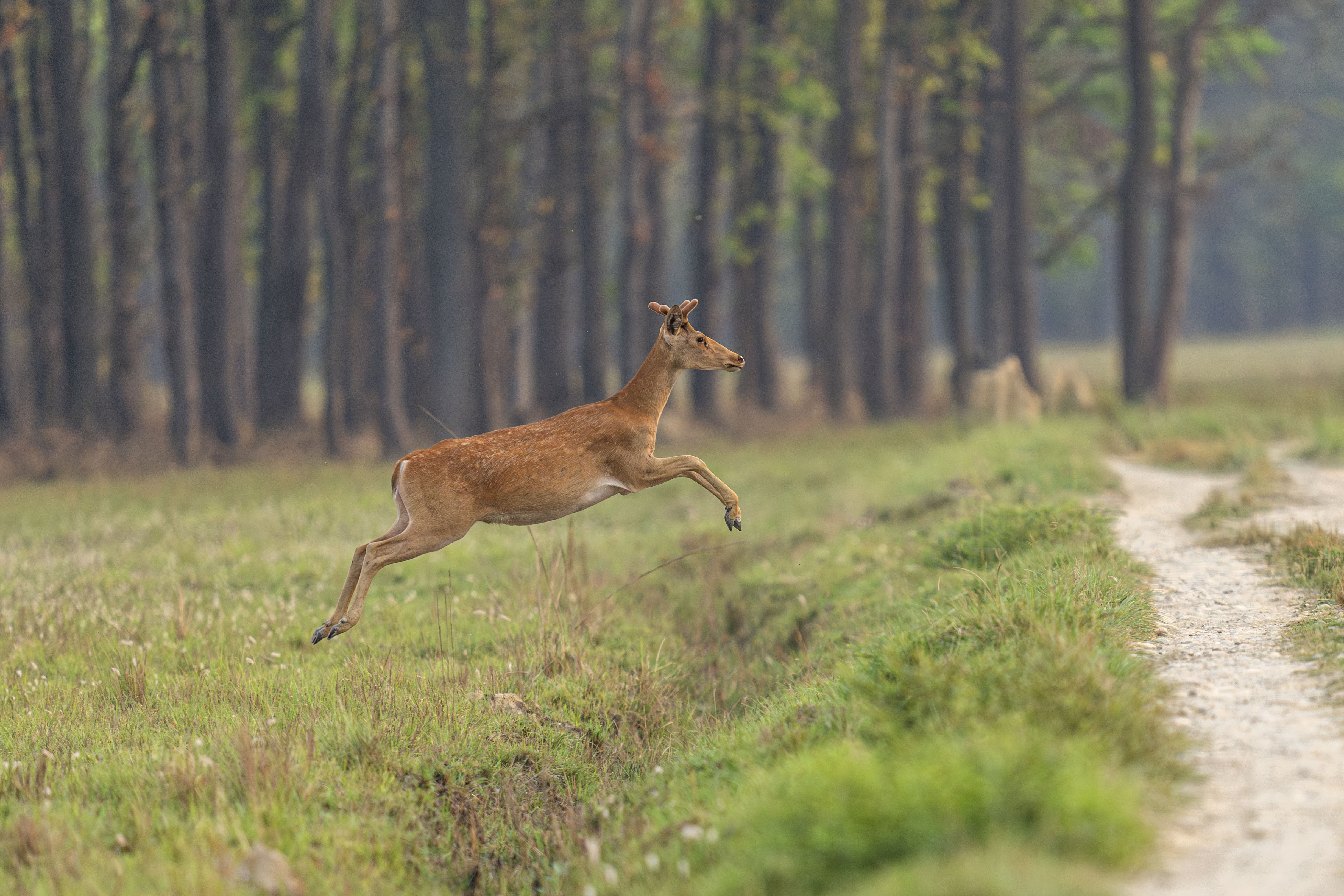
Zwierzę zamieszkuje tereny bagniste i trawiaste

Siedliskiem barasingi bagiennej są bagniste bądź piaszczyste tereny trawiaste, ale także otwarte lasy o obfitym trawiastym runie i z trawiastymi polanami, aczkolwiek niektórzy autorzy podają obligatoryjnie bagna. Barasinga assamska zasiedla zalane wodą tereny trawiaste, podczas gdy barasinga hinduska żyje na suchych terenach trawiastych okalających otwarte lasy salowe. Niegdyś zamieszkiwały barasingi bagienne też las mangrowy Sundarbanów. Możliwość napotkania zwierzęcia zmniejsza bliskość dróg czy ścieżek oraz osiedli ludzkich, drapieżnictwo, gęste korony drzew, zwiększają zaś bliskość wody, lasy mieszane i bogata ściółka. Unika gęstych lasów. Zdarza mu się wkraczać na tereny rolnicze, zwłaszcza w czasie monsunu, kiedy to też częściej opuszcza zalane wodą tereny na korzyść wyżej położonych lasów.
W przeciwieństwie do niektórych innych jeleniowatych żywiących się wyższymi roślinami barasinga bagienna żywi się trawami oraz roślinami wodnymi. Te ostatnie konsumuje podgatunek nominatywny, a assamski głównie w czasie zimy i monsunów. Wodne rośliny zapewniają barasingom bagiennym sód, jako że stworzenia te nie korzystają z lizawek solnych. Zwierzę preferuje krótkie trawy. Konsumuje zwłaszcza Saccharum, Narenga porphyrocoma, Cynodon dactylon, Imperata cylindrica, Oryza rufpogon i Phragmites karka. Pije 2 bądź 3 razy dziennie, dlatego też przebywa blisko wody.
Najważniejszym drapieżnikiem polującym na barasingę bagienną jest tygrys, rzadszym lampart bądź cyjon rudy. Młode natomiast zabija także szakal złocisty. Ponadto pada ofiarą człowieka bądź powodzi. Stanowi ona kluczową zdobycz drapieżników szczytowych takich jak tygrys, niezbędną dla utrzymania ich populacji.

## Zagrożenia i ochrona

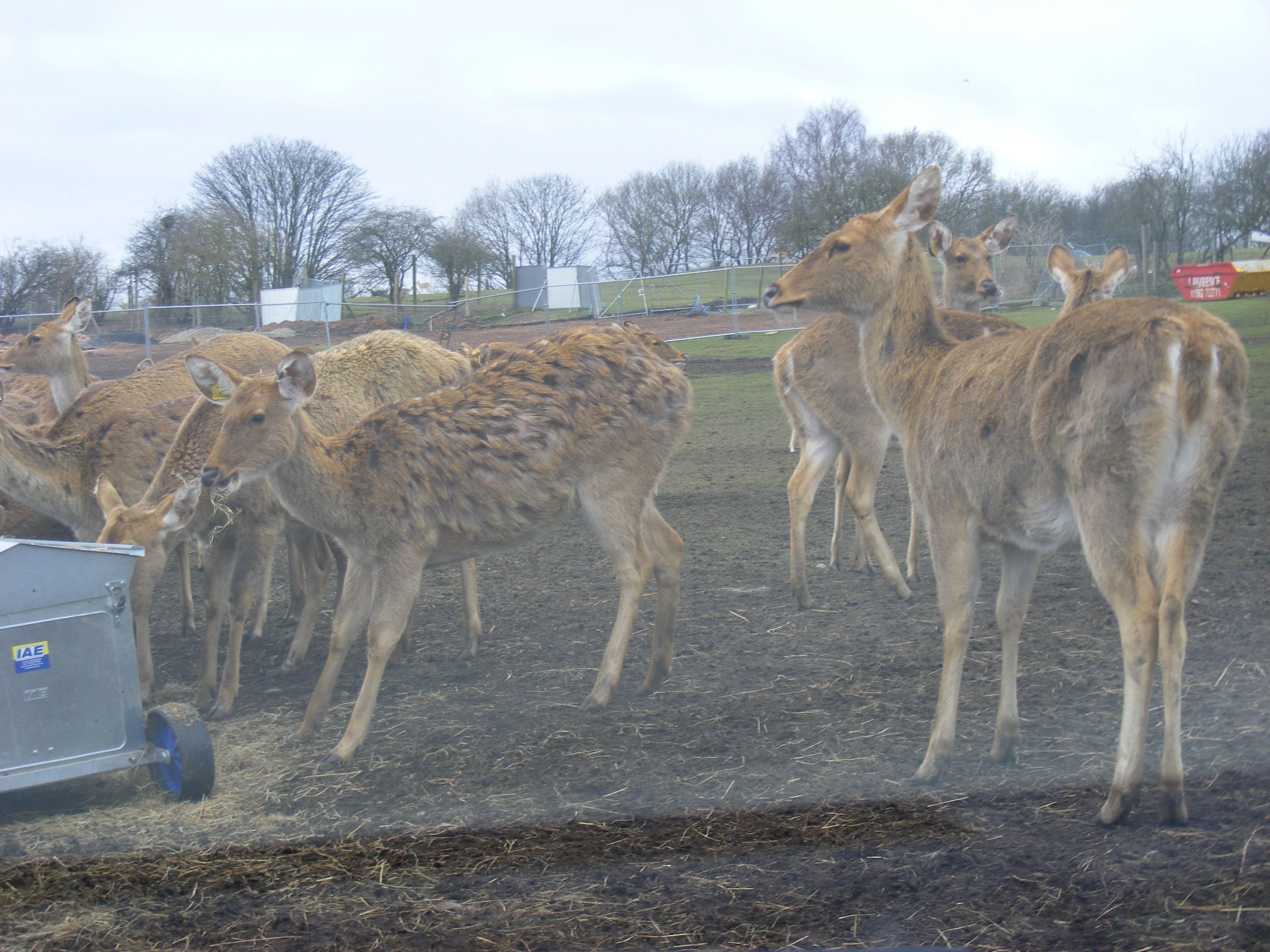
Barasinga bagienna jest hodowana w niewoli. Tutaj w West Midland Safari Park, Bewdley, Worcestershire

Znaczny spadek liczebności nastąpił w XIX wieku. Całkowita liczebność nadal spada. Największa jest liczebność podgatunku nominatywnego, obejmującego około czterech piątych wszystkich osobników. W Nepalu żyje między 1650 a 1800 osobników bądź 2325 zwierząt, ograniczonych do dwóch Parków Narodowych Bardia i Shuklaphanta z największym stadem tego gatunku na świecie, którego liczebność jednak spada, w Indiach zaś od 1800 do 2400 zwierząt. W 1967 wymieniano 15 lokalizacji w Uttar Pradesh, Uttaranchalu, Assamie i Bengalu Zachodnim, z których ostało się 6. IUCN wymienia następujące obszary: Jhilmil tal Wildlife Conservation Reserve; Hastinapur Sanctuary Bijnor Forest Divison, Pilibhit Forest Divison (50 sztuk); Kishanpur Sanctuary (600); Park Narodowy Dudhwa, Kheri District (600); Katerniaghat Sanctuary (10–25); Tatwala (ponad 100); Jhilmil Jheel; Suklaphanta Wildlife Reserve (1674), Karnali–Bardia Reserve (50–100); Banke Division, Chitawan Division; Jaulasal Sanctuary; Lalkua Sanctuary; Maldhan Sanctuary; Sonaripur Sanctuary; South Kheri Forest Division; Bahdi Tal; Ghola; Mirchia; Jaldapara Sanctuary. Podgatunek assamski zamieszkuje takie obszary chronione jak Park Narodowy Kaziranga (350–500, 14 osobników na km²), hinduski natomiast w Kanha Tiger Reseve (300–350). Ponadto 50 barasing bagiennych jest hodowanych w ogrodach zoologicznych w Indiach, 300 w Europie i USA. 65% terenów odpowiednich dla gatunku nie pozostaje pod ochroną.
Do zagrożeń należy zwłaszcza niszczenie siedlisk, i tak już rozczłonkowanych, przekształcanych z bagnistych łąk na tereny rolnicze. Ponadto na barasingę bagienną się poluje, aczkolwiek jej mięso nie uchodzi za smaczne, ustępując aksisowi bengalskiemu czy czytalowi. Poluje się na nią też dla poroża i skóry, używanej choćby do produkcji biczów. To właśnie polowania spowodowały wymarcie barasingi bagiennej w Sundarbanach. Zabijają je także pożary, powodzie i malaria, szkodzą wprowadzone rośliny Cymbopogon czy Sesbania. Niestety podgatunki ograniczone do jednego i dwóch stad zniszczyć może choroba czy niekorzystna pogoda. Konkurują z nią gatunki wprowadzone przez człowieka.
IUCN po raz pierwszy wypowiedziała się o gatunku w 1986, umieszczając go jeszcze w rodzaju jeleń. Uznano go wtedy za gatunek zagrożony wyginięciem. Klasyfikację taką utrzymywano w szeregu kolejnych ocen w latach 1988, 1990, 1994, natomiast w 1996 status zmieniono na gatunek narażony na wyginięcie (VU). Podobnie oceniono go w 2008 i 2013, jak i w ostatniej ocenie w 2015. IUCN przywołuje na uzasadnienie kryterium liczebności całkowitej między 3500 a 5100 osobników, ponadto zasięg występowania może być mniejszy od 2000 km². Gatunek obejmuje załącznik I CITES, chronią ją akty prawne indyjskie, nepalskie i bangladeskie. W ochronie istotne znaczenie mają tereny prawnie chronione, ale też ograniczenie polowań i założenie nowych stad. Translokację planuje się w Nepalu, w tym ponowne zasiedlenie Parku Narodowego Ćitwan, gdzie barasingi żyły do lat 60. XX wieku. Z kolei w Parku Narodowym Kanha ochrona barasingi bagiennej obejmuje rozpraszanie tygrysów z dala od miejsc żerowania tych jeleniowatych, kontrolę kłusownictwa, dbanie o zasoby wodne, przeciwdziałanie wypalaniu traw czy zmniejszenie pogłowia bydła domowego. W Parku Narodowym Manas barasingę bagienną prawie wytępiono na skutek zawirowań politycznych w przedostatniej dekadzie XX wieku. Jednak w 2014 objęto odbudową populację, przenosząc tam 36 osobników z zagrożonej wylewami Brahmaputry populacji z Kazirangi. W 2017 dokonano kolejnego przeniesienia. W efekcie w 2021 populacja liczyła 121 sztuk. Zwiększyła się także liczba manaskich tygrysów. Barasingę bagienną wskazuje się jako gatunek parasolowy, ochrona którego pociągnie za sobą chronienie innych, mniej rzucających się w oczy zagrożonych gatunków we wspólnym siedlisku.